# Razzia von Marseille
Die Razzia von Marseille (französisch Rafle de Marseille) vom 22. bis 24. Januar 1943 war eine Erfassung von Menschen, die unter Verdacht standen, der Résistance anzugehören, illegal im Lande lebten oder Juden waren. Französische Polizeikräfte und deutsche Ordnungspolizei sowie Wehrmachttruppen nahmen 6.000 französische und ausländische Juden sowie Flüchtlinge und Nordafrikaner fest. 1.642 wurden in das KZ Royallieu bei Compiègne transportiert. Die 786 jüdischen Männer, Frauen und Kinder unter ihnen wurden mit zwei Transporten in das Vernichtungslager Sobibor deportiert. Nur fünf Menschen kehrten zurück.
Im Zuge dieser Razzia sprengten deutsche Pioniere das Altstadtquartier Saint-Jean; die 20.000 Bewohner evakuierte französische Polizei nach Fréjus. In einer zweiten Razzia wurden in Fréjus aus den Evakuierten heraus weitere 600 Personen festgenommen und von dort ebenfalls auf den Transport nach Compiègne gebracht. Mit Ausnahme der Juden kamen die meisten Personen wieder frei oder wurden dem Arbeitsdienst in Deutschland zugewiesen.

## Vorgeschichte
Marseille war nach dem Waffenstillstand vom 22. Juni 1940 zu einem Zufluchtsort für aus politischen Gründen Verfolgte, für Spanienkämpfer und für ausländische wie französische Juden geworden. Die Stadt lag im unbesetzten Teil Frankreichs und eröffnete als Fährhafen den Fluchtweg ohne Passzwang nach Französisch-Nordafrika, für Pass- oder Visuminhaber war die Ausreise nach Übersee möglich. Für die Juden erwiesen sich die beiden Judenstatute vom 3. Oktober 1940 und 2. Juni 1941 der Vichy-Regierung als verhängnisvoll. Das Erstere definierte analog zu den Nürnberger Rassegesetzen von 1935 die Zugehörigkeit zum Judentum und schloss die Juden von öffentlichen Ämtern aus. Es wurde durch das Zweite Statut ersetzt, das den Juden weitere Berufsgruppen versperrte und den Präfekten die Möglichkeit zusprach, Internierungen auszusprechen. Damit war die Rechtsgrundlage für Internierungslager in Marseille geschaffen.
Es gab in Marseille 7 Internierungsstätten mit einer Kapazität von etwa 800 Menschen bei wechselnder Belegung. Viele von ihnen fielen den Razzien vom Sommer 1942 zum Opfer, wurden ins Internierungslager Camp des Milles in Aix en Provence überführt, von dort ins Sammellager Drancy transportiert zur weiteren Deportation in die Vernichtungslager.

## Wehrmacht und SS in Marseille

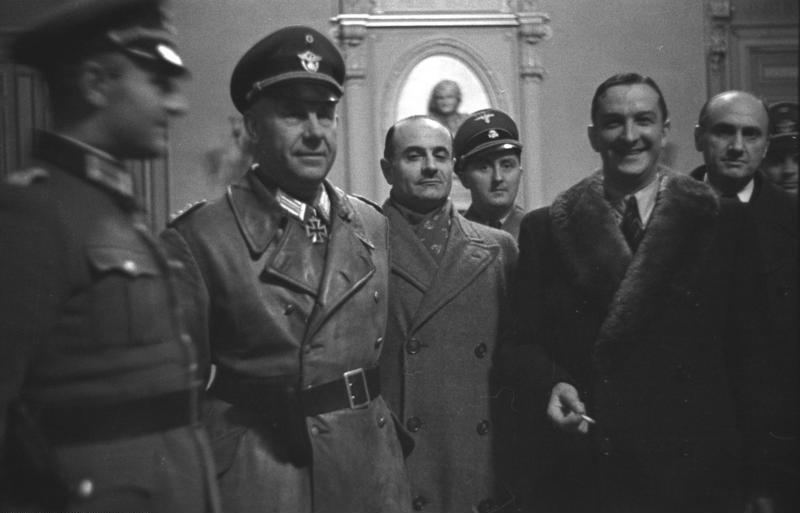
Am Abend des 23. Januar 1943, letzte Lagebesprechung im ehrwürdigen Hotel de Ville: Von links nach rechts:General Felber (Armeegruppe Felber), SS-Standartenführer Walter Griese, Präfekt des Département Bouche du Rhone Antoine Lemoine, SS-Obersturmbannführer Rolf Mühle, Generalsekretär der französischen Polizei René Bousquet, Marseille verwaltender Präfekt Pierre Barraud; die beiden Präfekten tragen zivile Kleidung

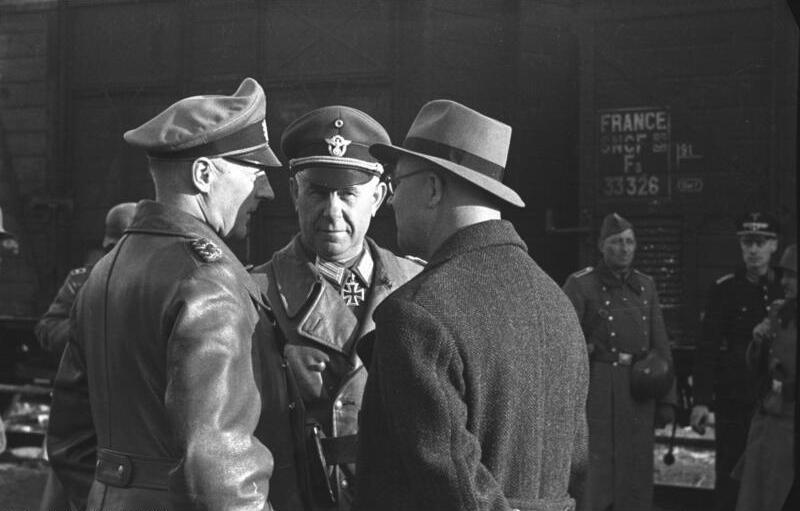
24. Januar 1943, Marseille, Gare d`Arenc. Von links: General Felber (Armeegruppe Felber), SS-Standartenführer Walter Griese, SS-Gruppenführer Carl Oberg (in Zivil)

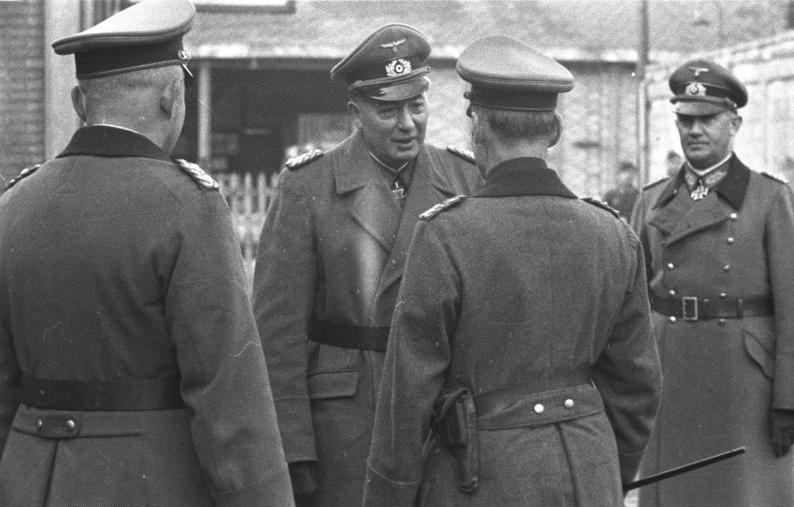
24. Januar 1943, Gare d`Arenc: Generalmajor Joachim von Tresckow (Bildmitte) erteilt Befehle an zwei höhere Offiziere; General der Infanterie und Chef der Armeegruppe "Felber" (später "G"), Hans-Gustav Felber, beobachtet den Vorgang

Am 11. November 1942 überschritten Wehrmachtstruppen die Demarkationslinie. Am Morgen des 12. Novembers rollten Panzer der 10. Panzerdivision über die Canebière. „Die Fluchtburg und Transitstadt Marseille war zur Falle geworden“. Ende Dezember traf die 328. Infanteriedivision unter Führung von Generalmajor Joachim von Tresckow ein. Zugleich entstand in Marseille der Hauptverbindungsstab 894 unter Generalmajor Walter Mylo, der für militärisch-zivile Belange zuständig war. Diese auch in den anderen Generalpräfekturen Südfrankreichs eingerichteten Hauptverbindungsstäbe entsprachen der Aufgabenstellung nach den Feldkommandanturen im nördlichen Frankreich. Sie unterstanden nicht wie jene dem Militärbefehlshaber in Frankreich, sondern dem neugeschaffenen „Kommandanten des Heeresgebietes Südfrankreich“ in Lyon, denn Südfrankreich "galt als Operationsgebiet, in dem eine deutsche Militärverwaltung nicht eingerichtet werden sollte".
Die SS war mit dem "Polizeiregiment Griese" (3. Bataillon des 4. SS-Polizeiregiments), benannt nach seinem Kommandeur, dem SS-Standartenführer und Oberst der Schutzpolizei Bernhard Griese, seit Anfang Dezember in Marseille vertreten. Zu den zunächst 570 Mann traten am 1. Februar 1943 weitere 2.000 Mann mit Panzern und schweren Waffen hinzu. Das Regiment war eigens für den Einsatz in der südfranzösischen Hafenstadt gebildet worden. Keine andere französische Stadt war derart massiv von der SS besetzt. Griese und sein Verband unterstanden dem Höheren SS- und Polizeiführer in Frankreich, dem SS-Obergruppenführer und General der Polizei Carl Oberg mit Sitz in Paris.
Darüber hinaus hatte der Befehlshaber der Sicherheitspolizei und des SD (BdS) in Frankreich, SS-Standartenführer Helmut Knochen die Kommandeursstelle der SiPo-SD, (KdS) Marseille  eingerichtet: Ihr Leiter, SS-Obersturmbannführer Rolf Mühler, befehligte etwa 60 SS-Agenten; Dienstsitz war eine Villa in der repräsentativen Rue Paradis. In Aix-en-Provence, Avignon, Nimes und Alés befanden sich Außenstellen mit jeweils um 8 SS-Agenten. Die Abteilung IVe (SS-Hauptsturmführer Willi Bauer, Stellvertr. Amtsleiter) befasste sich mit der Unterdrückung der Résistance. Ihr aktivster und verbrecherischster Agent war der SS-Oberscharführer Ernst Dunker, der allein 70 französische Spitzel und Zuträger beschäftigte, darunter Mitglieder der korsischen Mafia.

## Vorbereitungen, Intervention Himmlers
Am 30. Dezember 1942 hatte der Reichsführer SS, Heinrich Himmler von Oberg "umgehend Bericht über Marseille" verlangt über "bisherige Maßnahmen, Erfassung und Verhaftung des Verbrechertums". Am 4. Januar 1943 präzisierte Himmler seine Forderung in Reaktion auf zwei Bombenattentate vor dem Hotel Splendide und einem Bordell in der Rue Lémaire, bei dem eine Deutsche und ein Franzose ums Leben kamen.: "Erwarte Ihr Fernschreiben über getroffene Maßnahmen Marseille. Verlange schärfstes und radikales Durchgreifen. Selbstverständlich sind Sie auch für das bisher unbesetzte Frankreich zuständig, jedoch muß die Form der französischen Regierung und ihre ausgesprochene Unabhängigkeit gewahrt bleiben". Am selben Tag verhängte General Mylo vom Hauptverbindungsstab den Ausnahmezustand über die Stadt. Da offenbar Unklarheit über die Zuständigkeit bestand, bat Divisionskommandeur von Tresckow den Chef der Armeegruppe Felber, später Armeegruppe G in Avignon, den General Hans-Gustav Felber, um Klärung. Dieser stellte klar, dass der Oberbefehlshaber West, Generalfeldmarschall Gerd von Rundstedt, ihn mit der Durchführung des Ausnahmezustandes beordert habe. Das SS-Polizeiregiment Griese sei nur mit der Durchführung polizeilicher Sondermaßnahmen betraut.
Himmler berief sich sogleich auf einen Führerbefehl, nach dem "Marseille SS-Standort wird, Standortkommandant der von mir (Himmler) persönlich vorgeschlagene Oberst Griese".
Da Oberg dieser Intention offenbar nicht nachgekommen war, erhielt dieser am 6. Januar 1943 ein weiteres Fernschreiben Himmlers: "Die Angelegenheit Marseille ist eine rein polizeiliche Angelegenheit gegen einen dortigen Untermenschen- und Sabotageaufstand, und kein Angriff militärischer Kräfte von außen her. Sie haben mit Ihrer Stellungnahme den Führerbefehl von sich aus abzuändern versucht, und mit der Tatsache, daß Sie nicht selbst nach Marseille flogen, sondern sich im Zeitpunkt der größten dortigen Gefahr den Oberst Griese an Ihren Schreibtisch nach Paris bestellten, unverständlich gehandelt. Ich habe als neuen Befehlshaber der Ordnungspolizei den SS-Brigadeführer und Generalmajor Schimana bestellt. Dieser wird morgen zusammen mit SS-Oberstgruppenführer Daluege in Marseille eintreffen. Dort haben Sie sich ebenfalls einzufinden".
Es folgte vom 6. bis 8. Januar 1943 eine Besprechung, vermutlich unter Leitung des Stellvertreters Heinrich Himmlers als Chef des Hauptamts der Ordnungspolizei, zugleich faktischer Reichsprotektor im Protektorat Böhmen und Mähren, SS-Oberstgruppenführer Kurt Daluege. Auf Seiten der SS waren zugegen der SS-Brigadeführer Walter Schimana, der HSSPF Carl Oberg, dessen Stellvertreter SS-Sturmbannführer Herbert Hagen und der Marseiller KdS SS-Obersturmbannführer Mühler, wobei "konkrete Aktionen" beschlossen worden seien. Am 13. und 14. Januar sollten diese Aktionen in einer Villa im strandnahen Stadtteil Roucas Blanc mit den französischen Offiziellen abgestimmt werden. Neben Oberg und Bouquet nahmen teil: Herbert Hagen, SiPo-SD-Chef Mühler, SS-Gruppenführer Griese, der Leiter der Kripo-Abteilung beim Pariser BdS, SS-Sturmbannführer Walter Odewald (ab 1952 als Freier Mitarbeiter Leiter der Bundesnachrichtenstelle in Hannover), der Marseiller Präfekt Barraud, der Regionalpräfekt Lemoine und der Marseiller Polizeiintendant und Leiter des Camp de Milles, Maurice de Rodellec du Porzic; vermutlich war auch General Felber anwesend. Am 16. Januar bestätigte Berlin (Oberstgruppenführer Daluege) die Vorhaben: Eine das gesamte Stadtgebiet und deren eine Million Einwohner umfassende Razzia zur Aufgreifung von Juden, Illegalen und Résistance-Leuten. Zudem sollte das nördlich an den Hafen angrenzende Altstadtquartier Saint-Jean mit 1.500 Wohnungen gesprengt werden (Operation Sultan).
Um keine Zweifel an seiner Absicht zu lassen, folgte am 18. Januar ein erneutes Fernschreiben Himmlers an den HSSPF Oberg: „Ich wünsche für die Bereinigung der Verhältnisse in Marseille eine radikale und vollkommene Lösung. Wir haben heute nicht mehr die Menschen, für längere Dauer an solchen Brennpunkten eine große Anzahl von Angehörigen der Ordnungs- und Sicherheitspolizei zu versammeln. Sie wollen mir raschestens Ihren Plan für die Bereinigung von Marseille vorlegen. Bei diesem Plan wollen sie berücksichtigen, daß ich folgende Dinge verlange: 1. ) Verhaftung der großen Verbrechermassen von Marseille und deren Abfuhr in KL., am besten nach Deutschland. Ich stelle mir hier eine Zahl von rund 100000 vor. 2. ) Radikale Sprengung des Verbrecherviertels. Ich wünsche nicht, daß deutsche Menschenleben im Kampf in den unterirdischen Gängen und Höhlen aufs Spiel gesetzt werden. Diese Unterstadt von Marseille ist durch Fachleute zu sprengen, und zwar in der Form, daß allein schon durch den Explosionsdruck die darin Wohnenden zugrunde gehen. 3. ) Die französische Polizei und Garde mobile hat sich in größtem Umfang daran zu beteiligen. Der Saustall in Marseille ist ein Saustall Frankreichs. Lediglich die Tatsache, daß wir aus militärischen Gründen dort Ruhe haben müssen, veranlaßt mich, diesen Saustall auszuräumen. Die französische Polizei und Frankreich mögen sich darüber klar sein, daß sie uns dafür zu tiefstem Dank verpflichtet sind“. Die Ungeheuerlichkeit dieses Befehls besteht darin, dass bei den vorgesehenen Sprengungen des Altstadtviertels Saint-Jean „allein schon durch den Explosionsdruck die darin Wohnenden zugrunde gehen“ sollten.

## Razzia vom 22.–24. Januar 1943

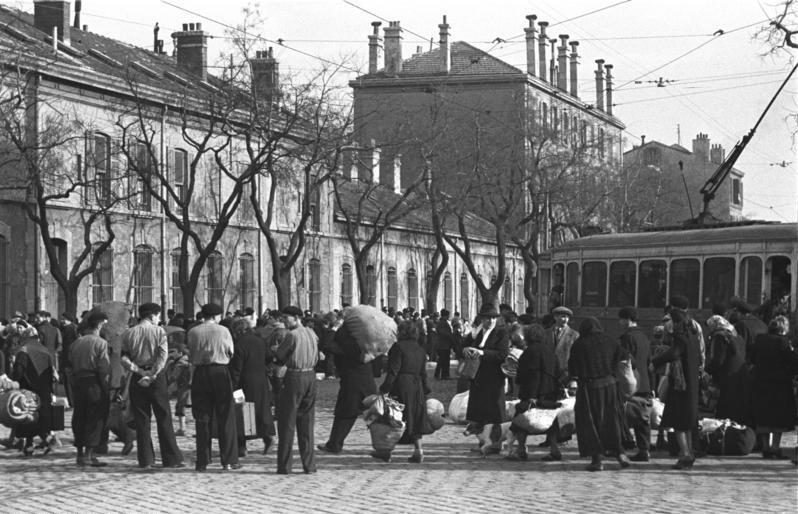
Straßenszene während der Razzia, im Vordergrund 4 Männer der Milice française

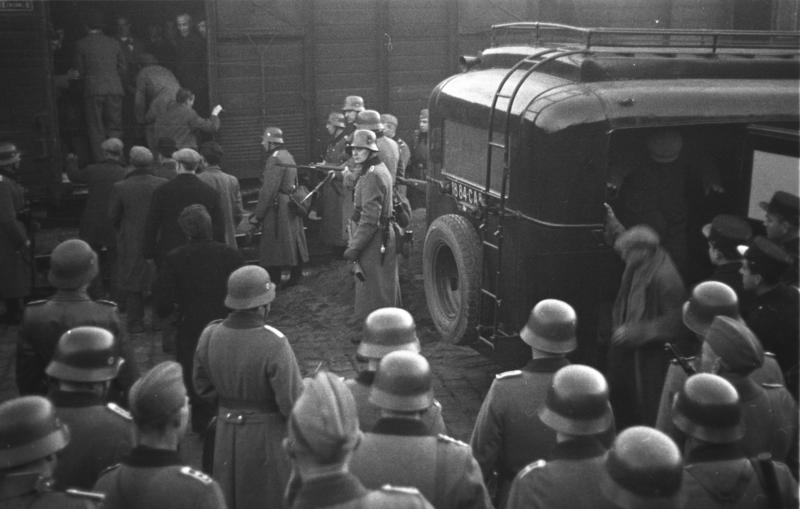
Jüdische Bewohner von Marseille erreichen mit Bussen den Gare maritime d` Arenc am Neuen Hafen und werden von SS-Polizei und Wehrmacht gezwungen, in Güterwaggons einzusteigen

Am 22. Januar riegelten die 328. Infanteriedivision und das SS-Polizeiregiment Griese mit 3.000 Mann die Stadt auf Grundlage des Ausnahmezustandes nach außen hin ab und besetzten strategische Schlüsselpositionen. Die französischen Kräfte aus Police nationale und der von Bousquet eingerichteten, paramilitärischen Groupe mobile de réserve (GMR) sowie Mitglieder der am 5. Januar 1943 gegründeten Milice française führten mit 9.000 Mann vom 22. bis zum 24. Januar 1943 Hausdurchsuchungen und Straßensperren durch. Sie evakuierten die 20.000 Bewohner des Saint-Jean Viertels und verbrachten 12.000 von ihnen nach Fréjus, wo man sie in Baulichkeiten des Militärflughafens unterbrachte. Die Polizei- und Milizkräfte durchkämmten das Viertel "Opéra", nahmen die dort angetroffenen Juden fest und verbrachten sie zum Gare d`Arenc. Der Bericht des Regionalpräfekten vom 30. Januar 1943 nennt 400.000 Personen (40 % der Einwohner Marseilles) als überprüft, 5.956 Personen als festgenommen, 3.977 nach Identitätsprüfung als freigelassen. 30 Personen wurden inhaftiert, 307 interniert und 1.642 nach Compiègne geschickt. Eine Überprüfungskommission in Fréjus nahm weitere 600 Personen fest.
Die Razzien der französischen Polizei vom 22. bis 24. Januar hatten noch kleinere Razzien bis zum 29. Januar zur Folge. Es gab Nachtrazzien von Freitag, 22. auf Samstag, 23. Januar und von Samstag auf Sonntag, 24. Januar. Die Evakuierung des Saint-Jean Viertels begann am Sonntag, 24. Januar um 6.00 morgens auch unter Beteiligung der deutschen SS-Ordnungspolizei. Die nach Fréjus Verbrachten durften, soweit nicht interniert, am 28. Januar in die Stadt zurückkehren.

## Gare d`Arenc: Verladung zur Deportation
Marseilles Güterbahnhof, der Gare d`Arenc, lag gegenüber den Kais des Neuen Hafens. Er war über die Straßenbahn mit dem städtischen Verkehrsnetz verbunden. Heute ist hier der Gare D'Arenc-Euromeditterranée. Am Nachmittag des 24. Januar fand hier die Verladung der 1.600 Menschen statt, darunter 786 Juden mit 15 Kindern unter 17 Jahren. Die Aktion wurde vom SS-Polizeiregiment Griese durchgeführt, das hierfür einen Teil seiner 3.000 Mann starken Kräfte einsetzte. Wehrmachtsangehörige der 328. Infanteriedivision übernahmen die Absperrung des Bahnhofs.
Es gibt keine Berichte über die Einzelheiten, doch geben die Fotoaufnahmen des Kriegsberichterstatter Vennemann einige verwertbare Informationen. Die Juden und weiteren Personen wurden mit Bussen und der Straßenbahn herangeführt und unter Bewachung in die bereit gestellten Güterwaggons getrieben. Vor dem Eingang eines Waggons bedrohten SS-Polizisten mit aufgepflanztem Bajonett die Opfer. Die Anwesenheit von Wehrmachtsangehörigen ist bildlich mit General der Infanterie, Hans-Gustav Felber, kommandierender General einer Armeegruppe, sowie mit Generalmajor Joachim von Tresckow dokumentiert. Weiterhin waren anwesend der SS-Standartenführer Walter Griese und der SS-Obergruppenführer Carl Oberg. Die Bilder zeigen, dass über das benötigte Personal hinaus Wehrmachtsangehörige die Verladung zur Deportation neugierig verfolgten.

## Sprengung des Viertels Saint-Jean. Operation Sultan

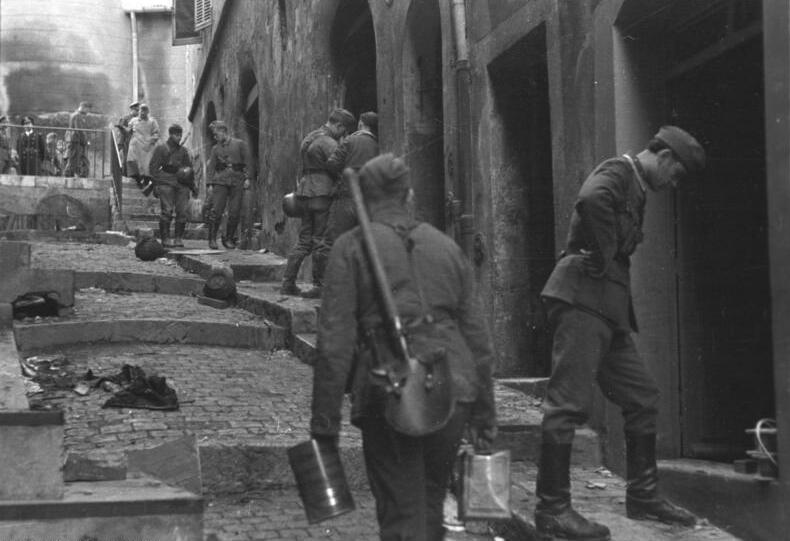
Pioniere des Pionierbataillons 328 bereiten die Sprengungen vor

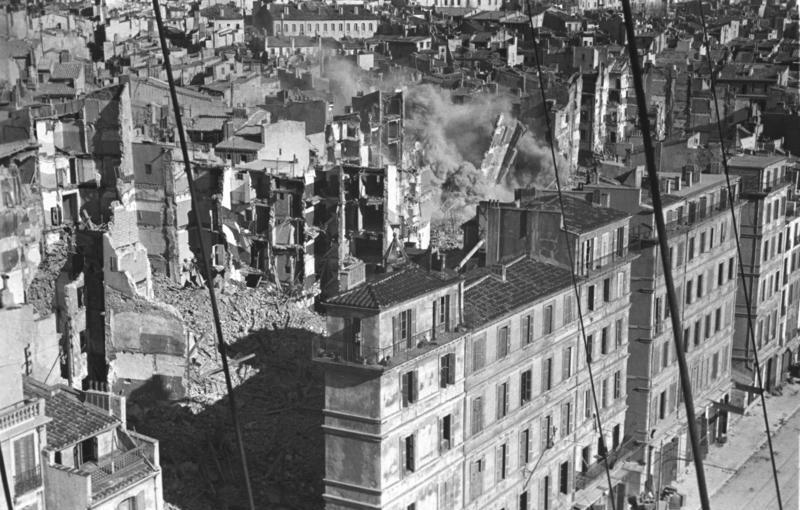
Die Frontfassaden blieben zum Teil bewahrt

Im Rahmen der Operation Sultan sprengte das Pionierbataillon 328 der 328. Infanteriedivision das Altstadtquartier "Saint-Jean" (1. Arrondissement), das stark heruntergekommene gotische Patrizierviertel. Es erstreckte sich über 700 Meter und die gesamte Länge der Nordseite des Vieux Port, nach Norden hin auf eine Tiefe von 180 Meter. Vom 1. bis zum 17. Februar wurden 1.494 Gebäude zerstört, ausgenommen wurden das Hôtel de Ville von 1653, die romanische Kirche Saint-Laurent, die Zollgebäude und die Consigne Sanitaire von 1719, das Hôtel de Cabre von 1535 und die rennaissacezeitliche Maison Diamantée. Für eine derart radikale Maßnahme gab es zwar französische Vorkriegsplanungen, aber in Wirklichkeit "standen die Sicherheit der Truppe und die Seuchengefahr im Vordergrund", wie es sich auch aus dem Befehl Heinrich Himmlers vom 18. Januar ergibt.

## Deportation von 782 Juden in das Vernichtungslager Sobibor
Am 10. März 1943 wurden 782 Juden aus Marseille, darunter 570 Franzosen, vom KZ Royallieu bei Compiègne, das als einziges Lager in Frankreich SiPo-SD unterstand, dem Sammellager Drancy überstellt. Am 23. März 1943 fuhr ein Zug der SNCF (Société nationale des chemins de fer français) als Convoi 52 um 9.42 Uhr vom Bahnhof Bourget-Drancy ab mit 994 Juden, darunter 66 Kinder mit dem Ziel "Lager Sobibor"; 600 von ihnen stammten aus Marseille.
Das Schicksal von Isidore Spitzer, geboren am 9. Mai 1910 in Offenburg, Stegermattstraße 10: Auf der einzigen originalen Seite (Nr. 20) der Liste ist vermerkt, dass er staatenlos sei und aus dem Elsass stamme. Er wohnte zuletzt mit Frau Blanche und Sohn Roland (8 Jahre alt) 21 Rue Glandèves, benachbart zur Opéra. Bereits im Mai 1933 war er ins benachbarte Elsass geflüchtet. 1934 heiratete er dort Blanche Landauer, geboren 1909 in Wintzenheim bei Colmar. Am 30. Dezember 1935 kam Sohn Roland in Strassburg zur Welt. Blanche Spitzer wurde mehr als ein Jahr später mit Convoi 71 am 13. April 1944 nach Auschwitz-Birkenau deportiert und am Ankunftstag, 16. April, im Gas umgebracht. Im Convoi 71 befanden sich 1500 Menschen, darunter 34 der 44 Kinder aus dem "Maison d’Izieu" bei Lyon, die am 6. April 1944 festgenommen worden waren. Über den Verbleib von Roland Spitzer ist nichts bekannt; Yad Vashem verfügt nur eine Bezeugung aus Kolbsheim bei Strassburg mit dem Geburtsdatum "um 1939": Roland Spitzer was born in 1939 to Isidore. He was a child. Prior to WWII he lived in Kolbsheim, France. Roland was murdered in the Shoah. Nach Angaben von Serge Klarsfeld waren auf dem Transport von Marseille nach Compiègne 25 Kinder zwischen 10 und 17 Jahren. Es ist also möglich, dass der achtjährige Roland sich nicht auf dem Transport befand.
Am 25. März 1943 verließ ein zweiter Zug (Convoi 53) Bourget-Drancy mit Ziel Sobibor, dem die übrigen Marseiller Juden zugefügt waren. Es soll 5 Überlebende gegeben haben.

## Bericht des aus dem Deportationszug entflohenen Elie Arditti
Elie Arditti wurde am 15. Mai 1924 als Sohn sephardischer Eltern in Smyrna (Izmir) geboren, wo sich im Stadtviertel Karataş seit der Vertreibung der Juden aus Spanien eine große jüdische Gemeinde befand. Er besuchte dort die katholische Klosterschule Saint Joseph de l’Apparition der Schwestern des hl. Joseph von der Erscheinung, wo er französisch lernte, bis er mit Mutter, Schwester Victoria und Bruder Albert 1934 nach Frankreich übersiedelte. Zunächst kamen sie in Marseille, 23 Rue Glandèves bei Jechaya und Rachel Eskenazi unter (Tochter Rachel * 1924 mit Convoi 31 am 11. September 1942 nach Auschwitz deportiert), zogen aber 1935 nach Paris. Bis 1937 besuchte er Pariser Schulen, danach begann der Dreizehnjährige zu arbeiten. Am 13. Juni 1940 floh die Familie vor den deutschen Truppen aus Paris und erreichte zu Fuß und mit der Bahn Marseille.
Elie Ardittis Bericht von 1992 (✝ 2012) gibt einen einzigartigen Einblick in die Abläufe der Razzia von Marseille (aus dem Französischen übersetzt): Am Freitag, den 22. Januar 1943, arbeitete ich wie gewohnt seit dem 1. Dezember 1940 in der Konditorei. Ab 10 Uhr bemerkte ich eine ununterbrochene Folge von gedeckten Lastwagen und Beiwagen durch die Porte d'Aix und den Cours Belzunce voller GMRs [Groupe mobile de réserve], die bis zum Abend anhielt. Ich hatte keine Ahnung, was uns Juden in der nächsten Nacht erwartete. Nach der Arbeit kehrte ich ruhig (am Schabbatabend) nach Hause in die Rue d'Aubagne 13 zurück. Nachts um zwei Uhr morgens, während wir schliefen, klopfte es an der Tür: „Police, ouvrez!“ Meine Schwester Victoria öffnete, ein Zivilist fragt „Ausweiskontrolle!“  Sie zeigt die Papiere mit dem Judenstempel in Rot; der Zivilpolizist sagte: „Folgen Sie uns!“ Meine herzkranke Mutter (sie wurde von Doktor Chaouat, ebenfalls Jude, behandelt) ist bereit aufzustehen. Ich schlief auf drei Stühlen hinter der Tür (ich hatte kein Bett) und der Polizist sah mich nicht. Ich hörte den Polizisten zu meiner Mutter sagen: „Nimm eine Decke!“ Bei diesem Wort, das mich weckte, verstand ich, was uns erwartete; Ich sagte auf Spanisch zu meiner Mutter: „Beweg dich nicht, Mutter, wir kommen nicht zurück!“
Der Polizist sagte: „Wer ist das?“ Meine Schwester antwortete: „Er ist mein jüngerer Bruder.“ Meine Schwester schlug vor, morgen zur Identitätskontrolle zu gehen. Meine Mutter wollte aufstehen, aber ich drückte ihren Arm fest und sagte ihr auf Spanisch: „Stehen Sie nicht auf (ich siezte sie), wir kommen nicht zurück!“ Der Polizist sagte, es werde zwei Minuten dauern. Meine Schwester, die zu verstehen begonnen hatte, bestand darauf: „Überprüfen Sie die Papiere hier, wir sind Türken, unser Land ist neutral.“ Antwort des Polizisten: „Ich frage Sie nicht, ob Ihr Land neutral ist, folgen Sie uns!“ Dann sagte hinter dem Zivilisten ein junger GMR zu ihm: „Lass das arme Ding da, sie ist krank.“ Verblüfft nahm er die Personalausweise und Essenskarten von uns dreien und schrieb auf ein Blatt Papier: Da Frau Arditti krank ist, bleibt ihre Tochter, um sich um sie zu kümmern. Zu mir sagt er „Du, kommen“ und er gab mir alle Papiere: „Sie geben alle Papiere dem Kommissar unten, der darüber entscheidet.“ Ich hatte zwei Gabardinemäntel. Als meine Schwester mich verließ und mir den Neuen geben wollte, sagte ich zu ihr: „Gib mir den Alten, weil ich nicht zurückkomme.“ Als ich die Treppe hinunterging, zählte ich: Da waren sechs GMR mit Maschinengewehren und drei Zivilisten, die die Razzia fortsetzten, indem sie von Tür zu Tür gingen.
Als ich im ersten Stock ankam, fragte ich den GMR: „Kann ich mal pinkeln gehen?“ (Ich musste nicht) Er sagte zu mir: „Ja.“ Ich ging zum Ende des Korridors, wo ein Schrank stand, nahm die Papiere meiner Mutter und meiner Schwester und versteckte sie in meiner Unterwäsche. Unten vor dem Gebäude stand ein Lastwagen mit Zivilpolizisten. Ich wurde durchsucht, meine Identität wurde notiert. Derjenige, der der Kommissar zu sein schien, sagte zu mir: „Sind Sie allein?“ Ich antwortete „Ja“, und er fügte hinzu: „Du hast keine Familie?“ Ich antworte „Nein!“ Also sagte er zum GMR: „Los, aufladen!“ Ich wurde zu dem kleinen Platz gebracht, wo sich der Fischmarkt befand, wo ein weiterer Lastwagen auf uns wartete. Hier reichte ich einer etwa 60-jährigen Frau die Hand, um ihr beim Einsteigen in den Lastwagen zu helfen. Sie wandte sich an die Polizei und sagte würdevoll: „Wir werden abgeführt wie Schafe zum Schlachthof“, und setzte sich neben mich. Ein Herr, sein Sohn stieg nach ihm auf, erzählte mir, dass er Opernsänger an der Oper von Marseille in der Rolle des Tenors war: Mario Cavarodossi in Tosca und dass er gerade „Es ist mein letzter Tag, ich sterbe in Verzweiflung“ gesungen hatte „Jetzt ist es echt“, fügte er hinzu. Er erzählte mir, dass seine Mutter als Folge des Krieges von 14 verwitwet und er ein Mündel der Nation sei. Der volle Lastwagen fuhr über die Rue Saint Ferréol los. Unterwegs konnte ich durch die leicht geöffnete Plane die Route sehen: Préfecture, Castellane, Prado. Der LKW wurde von einem GMR gefahren und im Inneren des LKWs saßen sich am Ende zwei GMRs gegenüber. Es waren also drei von ihnen.
Als wir am Baumette [-Gefängnis] ankamen, kehrten sie die Lastwagen, bevor sie uns entluden, zum Abfahren um, wobei die Ladefläche des Lastwagens auf den Eingang des Gefängnisses blickte. Ich sah neben mir, wo die Passagiere eines anderen Lastwagens ausgeladen worden waren, eine Frau, die nach ihren im Lastwagen verbliebenen Krücken fragte. „Meine Krücken, ohne sie kann ich nicht gehen“, sagte sie und ich sah und hörte einen jungen GMR zu ihr sagen: „Oh, bald wirst du sie nicht mehr brauchen!“ Als wir das Gefängnis betraten, versammelten wir uns im Flur auf der linken Seite, wo ich Frau Elisa Valariola und Frau Rachel Cappelluto traf, zwei Nachbarinnen, die auf Spanisch zu mir sagten: „Was macht man mit uns, Elie?“ Ich antwortete: „Oh! nichts“, dann fügten sie hinzu: „Sie werden uns frei lassen.“ Ich antwortete: „Natürlich!“ (Ich habe gelogen.) „Möge Gott dich hören, mein Sohn“, antworteten sie mir auf Spanisch. Ich sollte sie nicht wiedersehen. Neben mir, zu meiner Linken, war eine junge Frau mit einem „dicken Bauch“, sie hielt in ihrer linken Hand ein kleines Mädchen, das noch keine 3 Jahre alt sein dürfte. Zu meiner Rechten eine weitere junge Frau mit einem Baby im Arm. Eine andere Frau, die mir einen sehr kleinen Hund zeigte, der in ihrem Mantel an ihrer Brust versteckt war: „Ich bin allein, ich würde ihn nicht zu Hause lassen, damit er verhungert“. Kleine Kinder hielten ihren Vater an der Hand. Irgendwann, etwa 20 Meter von mir entfernt, sah ich einen Zivilisten (vielleicht von der Gestapo?) nicken, und Zivilisten, die sich unter uns befanden, rissen in weniger als einer Minute die Kinder brutal aus den Händen ihres Vaters, und Frauen und Kinder wurden von den Männern getrennt. Die Zivilisten sagten kein Wort, sie schienen Erfahrung zu haben, was mich zu dem Schluss brachte, dass es die Gestapo gewesen sein musste (?), denn ich wagte nicht zu glauben, dass Franzosen zu all dem fähig wären! Dann wurden wir in kleinen Gruppen in einen Nebenraum geführt, wo uns ein Zivilist sagte: „Juden, zwei Schritte vorwärts!“ Automatisch drehte ich mich um, wir waren alle vorwärts gegangen, wir waren alle Juden. Vorne standen Tische und hinter diesen Tischen saßen französische Beamte, die unsere Identität notierten. Ich musste meine Taschen leeren, ich hatte ein kleines Perlmutt-Taschenmesser (ein Geschenk meines Bruders Albert), alles blieb auf dem Tisch liegen.
Der Beamte fragte mich, ob ich Waffen hätte, ich antwortete: „Ja, ich habe ein Maschinengewehr!“ Ich machte mir das Vergnügen, ihn zu veräppeln, weil ich das Gefühl hatte, es sei vorbei. Dann wurden wir in den 2. Stock des Gefängnisses in die offenen Zellen gebracht. Wir waren 6 Männer pro Zelle, es gab kein Bett, kein Wasser, keine Toilette. Das Klo befand sich am Ende des Flurs. Am Samstag, den 23. Januar, gegen 18 Uhr wurden wir ins Erdgeschoss gerufen, um uns einen Suppenteller, einen Esslöffel und einen Becher zu geben, alles aus Metall. Sie füllten den halben Teller mit „Suppe“; bevor wir in die Zelle zurückkehrten hatte ich mit drei oder vier Löffeln alles ausgetrunken. Es gab alte Männer, die ihren Anteil an junge Leute gaben, weil sie keinen Hunger hatten. Mit dem Metallbecher holte ich Wasser aus dem Spülkasten über den Toiletten. Ich trank und brachte dann Getränke zu unseren älteren Nachbarn. Als ich von den Toiletten zurückkam, sah ich neben der Treppe eine offene Tür, die auf die Dächer führte. Ich ging hinauf und schaute auf dem Bauch, ob es möglich sei, durch das Dach zu entkommen. Ich sah, dass es unmöglich war.
Am Sonntag, dem 24. Januar, um 5 Uhr morgens wurde uns mitgeteilt, dass wir freigelassen würden. Vom 2. Stock, wo ich war, rannte ich los, um Erster zu sein, der herauskommt. Dann sagte zu meiner Rechten ein junger Zivilist: „Drängeln Sie nicht, die Ypsilons (gemeint sind die Nummernschilder der Wehrmachtsfahrzeuge) werden alle töten“. Erschrocken hörte ich auf zu drängeln. Um 5:30 Uhr öffnen sich die Gefängnistüren und was ich sah, ließ mich verstehen, was Ypsilon bedeutete. Ich sah deutsche Soldaten, ich sah vergitterte Gefängniswagen, in die wir hineingesteckt werden. Der Fahrer ist ein Gendarm, und drinnen, bei den hinteren Türen, saßen zwei französische Gendarmen sich gegenüber (ja, das muss man sagen). Der Konvoi setzt sich langsam in Bewegung. Auf jeder Straßenseite ungefähr alle 10/15 Meter, bis zur Gare d`Arenc, wo wir um 6:45 Uhr ankamen, standen Wehrmachtssoldaten mit auf uns gerichteten Bajonetten und ab und zu SS-Offiziere mit „deutschen“ Schäferhunden. Die SS-Offiziere standen so steif da, dass ich vor den Gendarmen sagte: „Sie sind stolz, sie stehen so aufrecht, dass es aussieht, als hätte ihnen jemand einen Besenstiel in den Hintern gesteckt“. Wir kamen am Prado, Castellane, der Rue de Rome, dem Cours Belzunce und der Porte d'Aix vorbei. Als wir im Gefängniswagen durch den Eingang zum Arenc-Bahnhof fuhren, konnte ich links eine Gruppe SOL vor der SS strammstehen sehen, dann lächelnde Zivilisten – zufrieden und stolz auf die geleistete Arbeit sowie GMR und SS-Offiziere immer mit den Hunden. Der Gefängniswagen bewegte sich zu den ersten Waggons an die Spitze des Zuges. Ich gehöre zu den Ersten, die einsteigen, und helfe den anderen mit meiner Hand. Irgendwann sagt der Mann mit der Mütze neben der Tür zu mir: „Lass die Hand, du bist erschöpft!“ Später wird mir dieser Mann erzählen, dass er sechzig Jahre alt ist und aus Miramas kommt. Er wollte seine Enkelkinder in Marseille besuchen und wurde am Bahnhof festgenommen. Nach dieser Szene merkten wir, dass der Wagen voll ist, aber ein Zivilist sagte zu uns: „Hebt eure Arme, um Platz zu schaffen!“, und sie nahmen weiterhin Männer an Bord, bis wir 60 waren. Bevor losgefahren wurde, warfen sie 7 Laibe Brot und 3 oder 4 Dosen Essen in den Waggon. Um 7 Uhr wurde der Wagen von einem Arbeiter, der links von der Tür (auf den Fotos) gebeugt zu sehen ist, mit einer großen Zange verschlossen.
Der Zug startete um 10 Uhr. In diesem Moment beteten alle Passagiere das Kaddish (Gebet für die Toten). Um atmen zu können und Platz zu sparen, passten wir uns aneinander an, das heißt: der Vordere legte seinen Rücken an die Brust des anderen und so weiter. So konnten wir sitzen bleiben. Wir versuchten, den Boden mit unseren Händen aufzureißen, und schlugen dann, während wir (von Anderen) hochgehoben wurden, gegen die Decke, ohne Erfolg. Am Nachmittag hörte ich bei einem Zwischenstopp auf leerem Feld Gebell, dann Geschrei auf Deutsch. Ich sah ein wenig durch den Schlitz; sie hatten gerade die Hunde losgehetzt auf einen aus dem vor uns stehenden Wagen Entflohenen. Als sich der Zug danach wieder in Bewegung setzte, öffneten einige Männer die Dachluke und wollten herausspringen. Der Großvater aus Miramas hielt sie auf, indem er ihnen sagte: „Warten wir bis zum Einbruch der Dunkelheit“, und er war es, der zu mir sagte: „Wenn du springst, spring nicht nach rechts, sonst wirst du vom Zug erfasst.“ Man verhält sich wie beim Aussteigen aus einer Straßenbahn, nur dass diese etwas schneller fährt; man springt in Fahrtrichtung. Sein Rat war für mich nützlich. Am Abend schlief ich ein, wir hatten für niemanden einen Tropfen Wasser; plötzlich spürte ich frische Luft. Gefangene hatten die Dachluke geöffnet und wollten springen. Der erste, der sprang, war der Großvater aus Miramas. Wir standen in einer Schlange, ich war der Vierte , aber ein Mann sagte zu mir: „Lass mich vor, ich bin Vater, ich habe Kinder“. Ich verließ meinen Platz. Als ein anderer zu mir sagte: „Lass mich vor dir gehen, ich habe eine Familie und Kinder“, ließ ich ihn auch vor. Ich bereitete mich auf den Sprung vor, als ein anderer wollte, dass ich an die Reihe kam, bevor die Wachen es bemerkten und auf uns schossen. Ich lehnte ab und sagte: „Ich habe meine Mutter!“, und so sprang ich als Sechster. Vom Dachfenster aus erreichte ich das Trittbrett und von dort war es niedriger und einfacher, was bedeutet, dass ich ohne Schaden davongekommen bin, nur meine Knie und Hände waren ein wenig zerkratzt. Ich stellte mich tot, bis der ganze Zug vorbei war, und stand auf, als ich sah, wie der letzte Wagen verschwand.
Bevor der Großvater gesprungen war, hatte ein Mann angefangen zu rufen: „Alarmieren Sie die Wachen, sie sind auf der Flucht!“  Ich sprang ihm an den Hals und befahl ihm, den Mund zu halten, und sagte schließlich: „Halt den Mund, sonst erwürge ich dich!“ Ich schäme mich dafür, dass ich gegenüber einem Mann, der über 50 Jahre alt gewesen sein muss, so gesprochen und mich so verhalten habe. Er sagte mir, dass sie uns alle töten würden, wenn bei der Ankunft auch nur ein Einziger vermisst würde. Ich schaffte es, ihn zu beruhigen, indem ich ihm sagte, dass wir bei unserer Ankunft sowieso alle getötet werden würden (ich wusste nicht wie) und dass, wenn Einige entkommen würden, sie uns rächen und es erzählen könnten. In unserem Waggon war der Jüngste 16 Jahre alt und der Älteste etwa 75 Jahre alt. Tagsüber gab es Männer, die Nachrichten mit Adressen ihrer Familien auf Zettel schrieben und diese während der Fahrt durch die Ritzen warfen. Ich für meinen Teil weigerte mich zu schreiben, um die Adresse meiner Mutter nicht anzugeben.
Von meiner Verhaftung in der Rue d'Aubagne 13 bis zu meiner Flucht aus dem Zug waren 42 Stunden vergangen: 42 Stunden, die mich für immer geprägt haben, auch wenn ich nicht gelitten habe. Ich denke ständig an alle, die in meinem Zug waren. Als ich meine Mutter und meine Schwester fand, erzählte mir meine Schwester Victoria Folgendes. Am Samstag, den 23.01.43, als meine Mutter und meine Schwester mich nicht zurückkommen sahen, ging meine Schwester zu der kleinen Polizeistation, die auf den Cours Lieutaud schaut, und sagte dem Polizisten,  dass sie gekommen sei, um sich über ihren Bruder zu informieren, der nachts mit der Polizei für ein paar Minuten weggegangen sei. Da forderte der Polizist meine Schwester auf: „Zeigen Sie Ihre Papiere!“ Meine Schwester antwortete: „Ich habe keine Papiere mehr!“ Dann sagte er zu ihr: „Warte! Ich werde nach dem Kommissar in seinem Büro schauen.“ Als er zurückkam, war meine Schwester verschwunden; sie hatte verstanden und rannte von der Polizeistation weg.
— Elie Arditti, Montauban 18. Juli 1992

## Fotogalerien

23. Januar 1943, Hotel de Ville
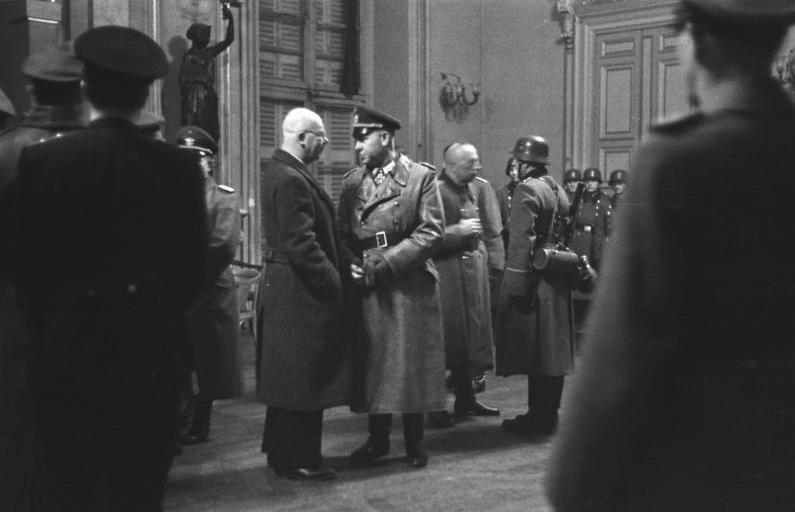
Links in Zivil Carl Oberg im Gespräch mit Standartenführer Griese, dahinter General Felber, der eine Meldung entgegennimmt
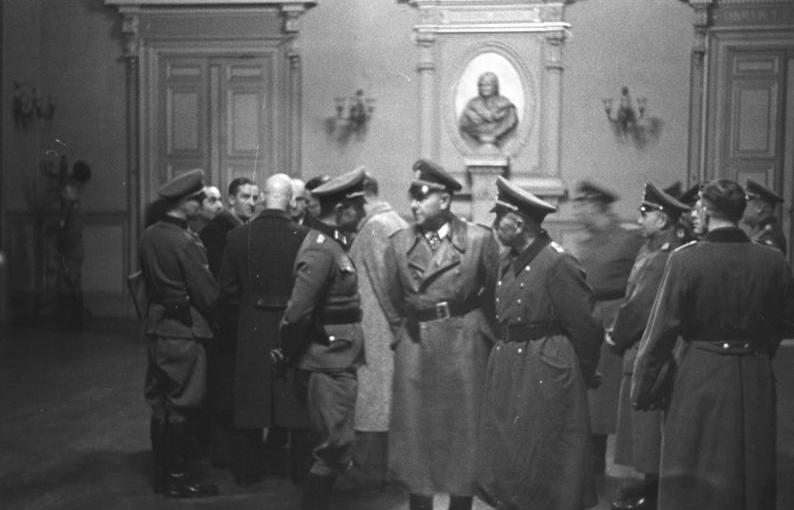
Bildmitte: Griese, rechts  Felber; im Hintergrund links Oberg im Gespräch mit den französischen Offiziellen
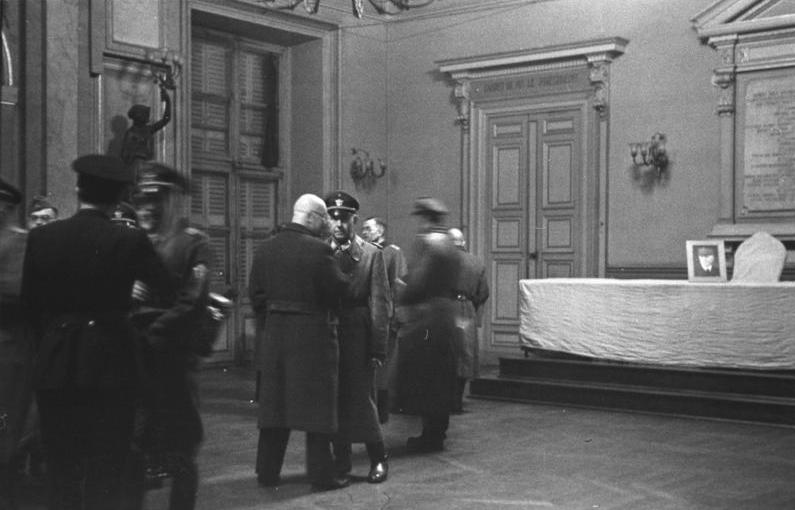
Oberg, Griese, auf dem Tisch ein Bild von Maréchal Pétain

Razzia im Hafenviertel
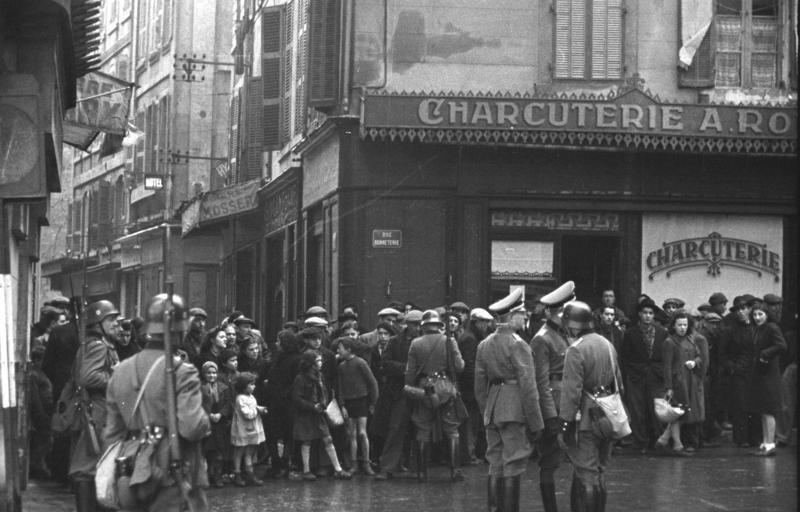
Rue Bonneterie
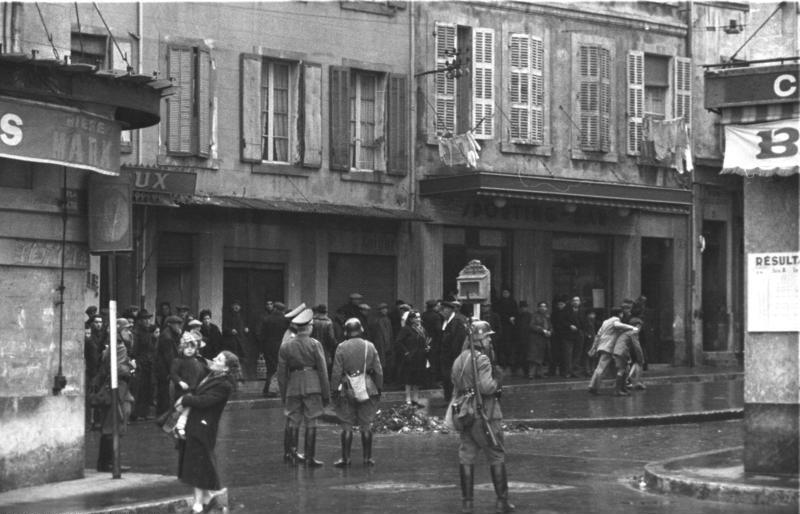
Place Victor Gélu
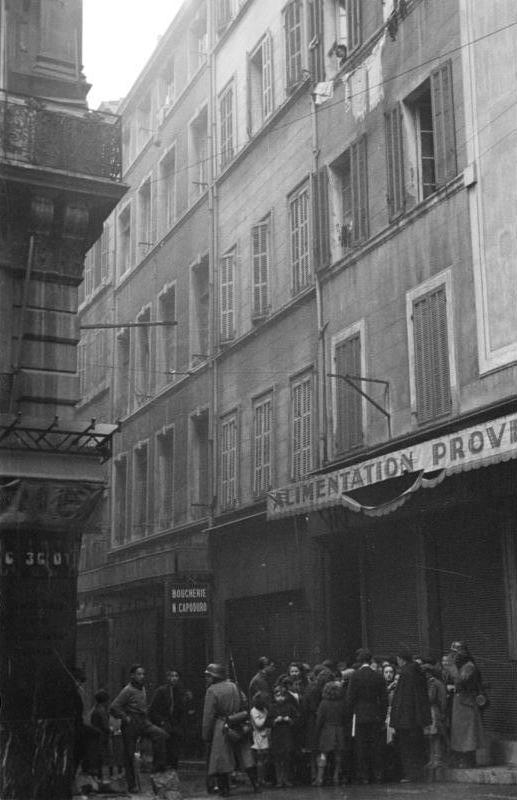
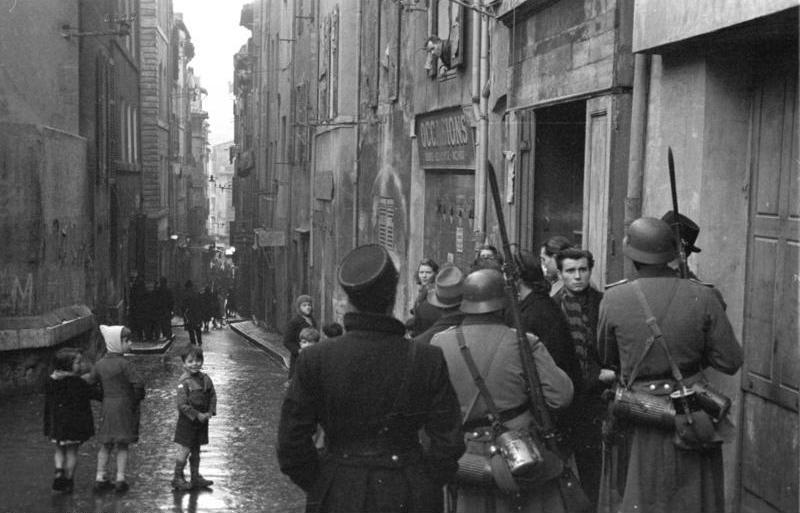
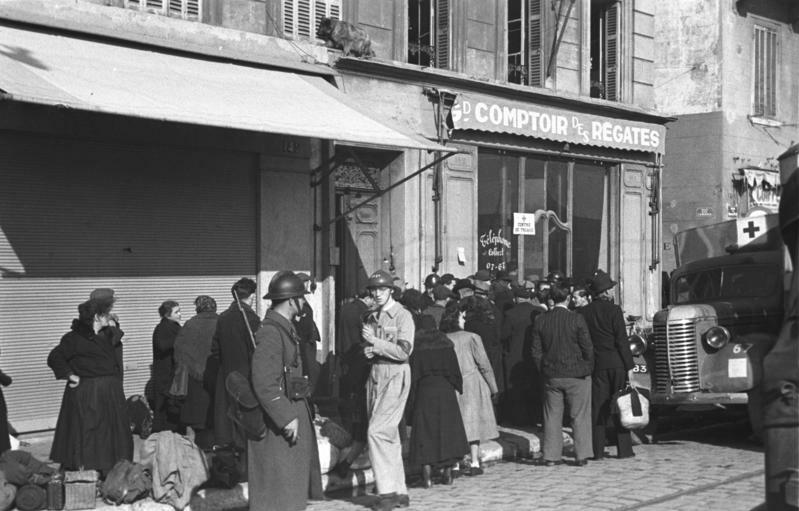
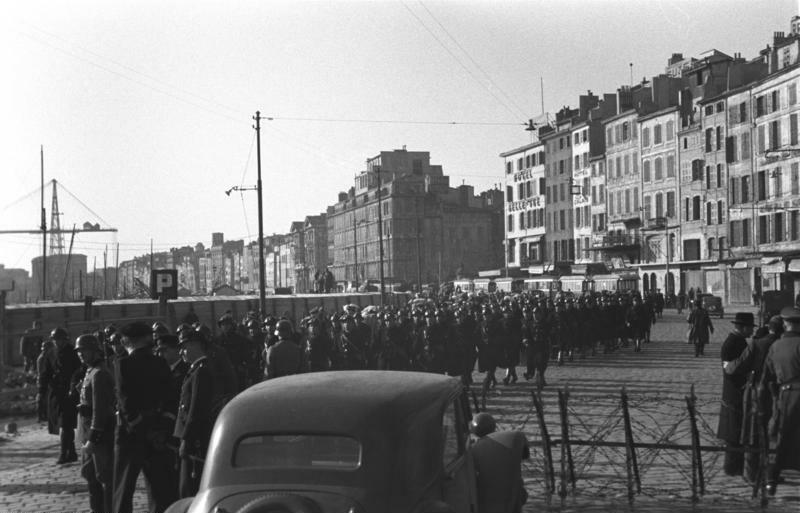
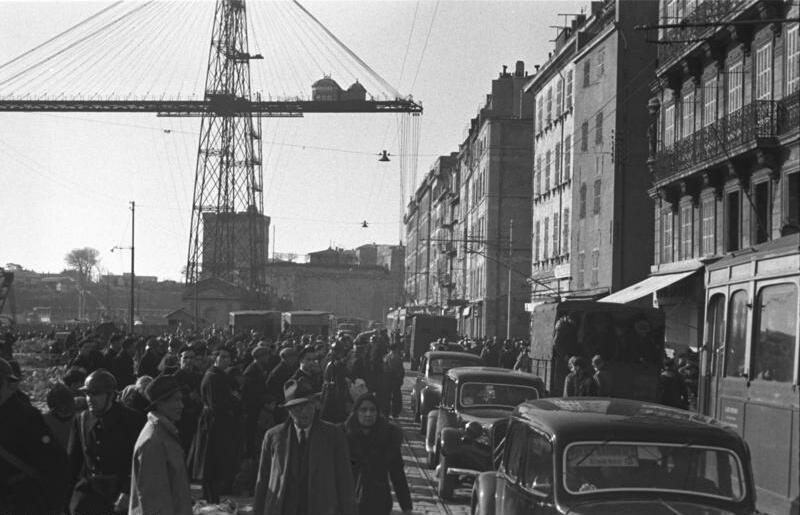
Quai du Port, im Hintergrund der Transbordeur
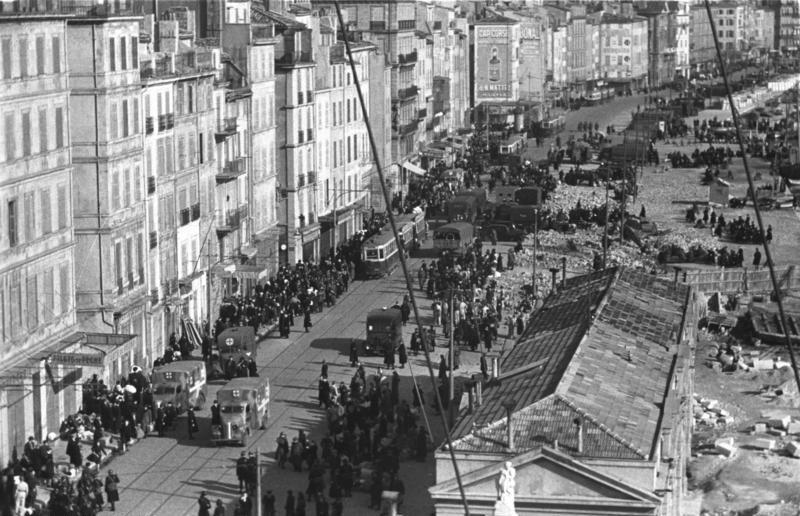
Aufnahme vom Transbordeur aus über den Quai du Port nach Osten, links das Quartier Saint-Jean

24. Januar 1943: Szenen am Gare d'Arenc
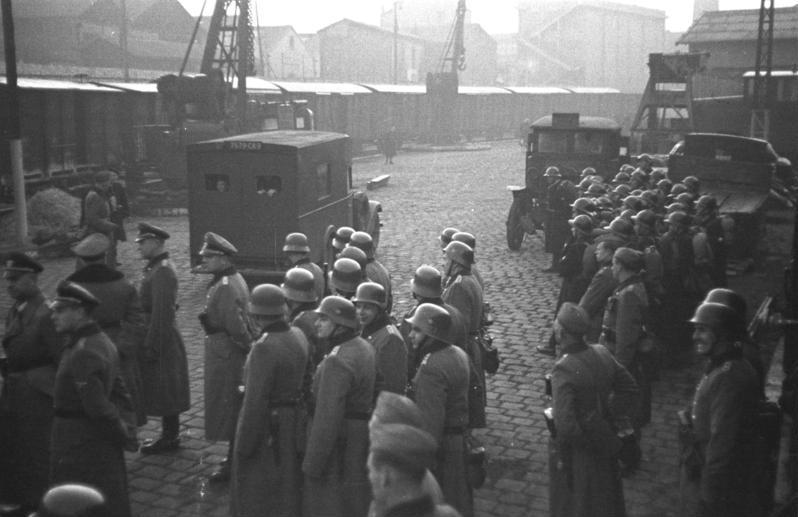
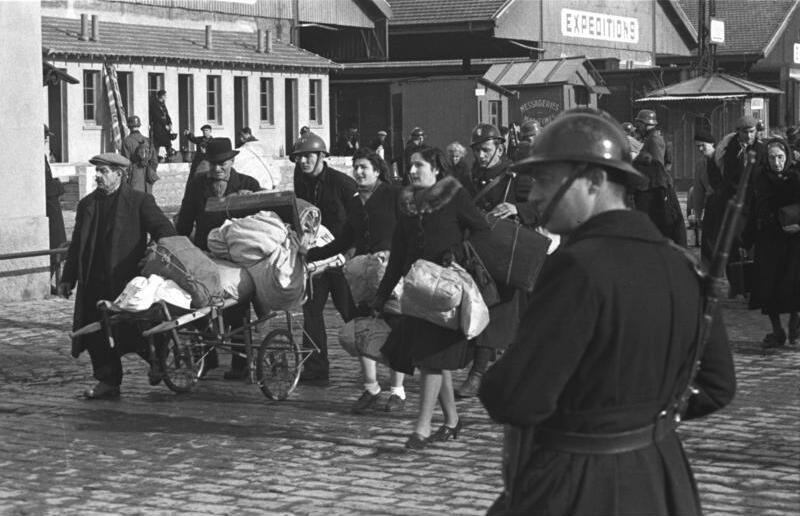
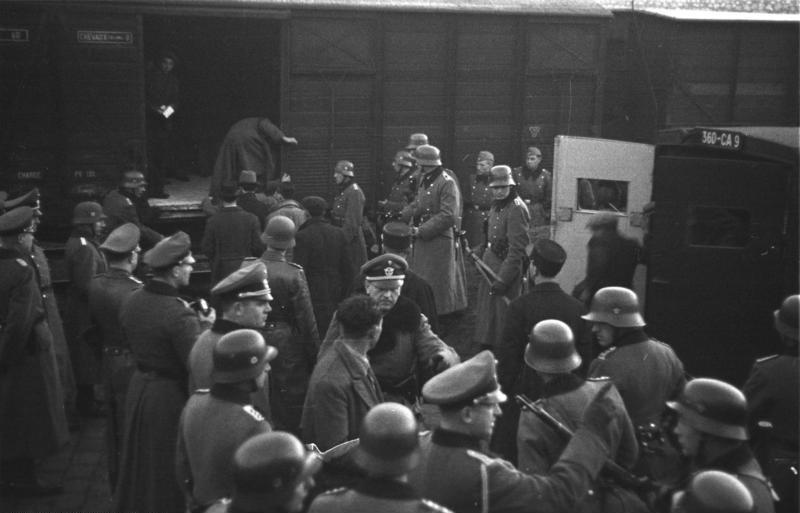
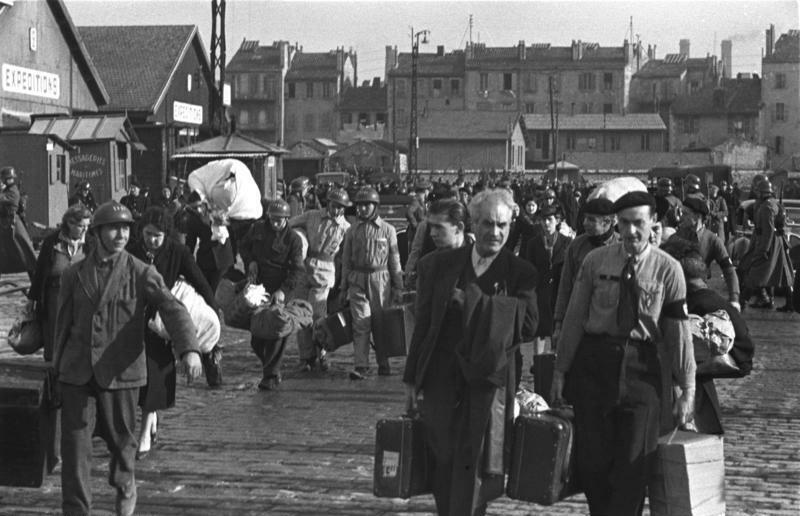
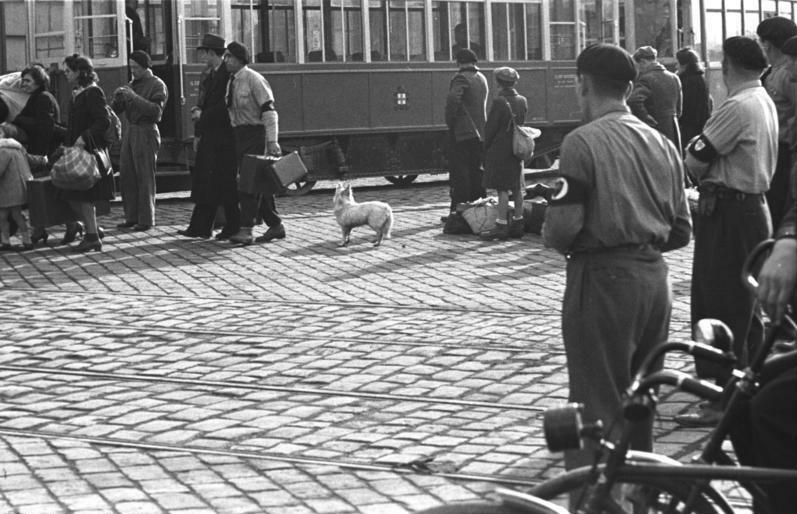
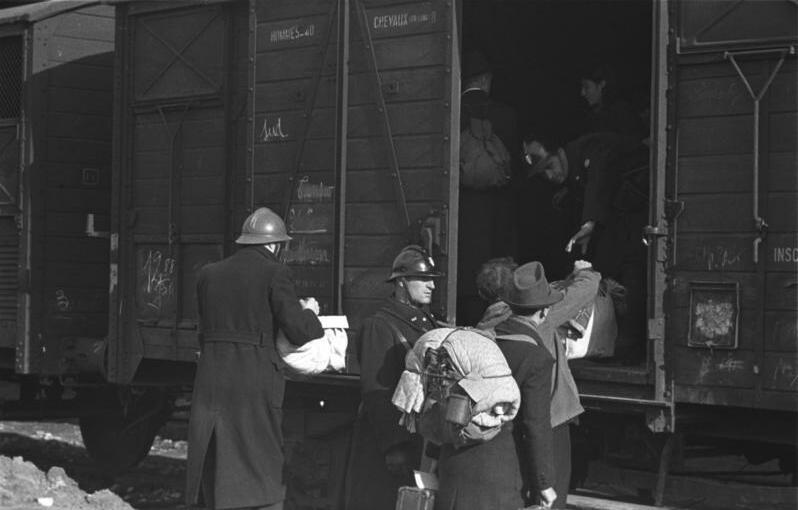
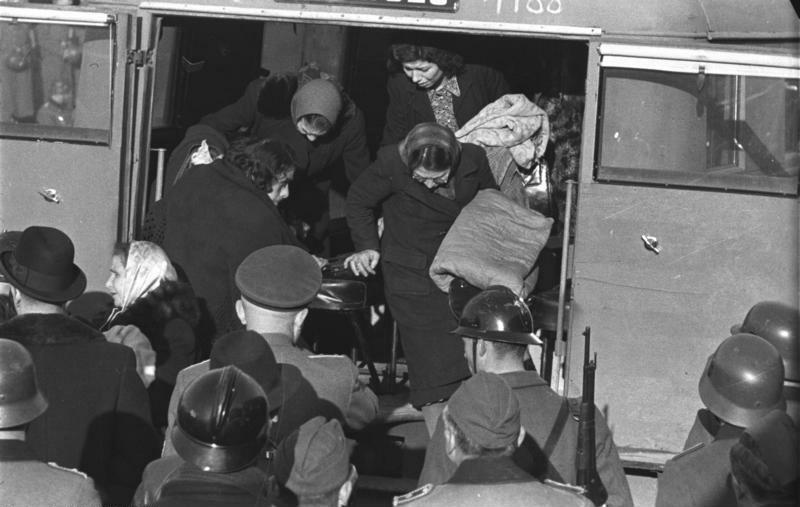
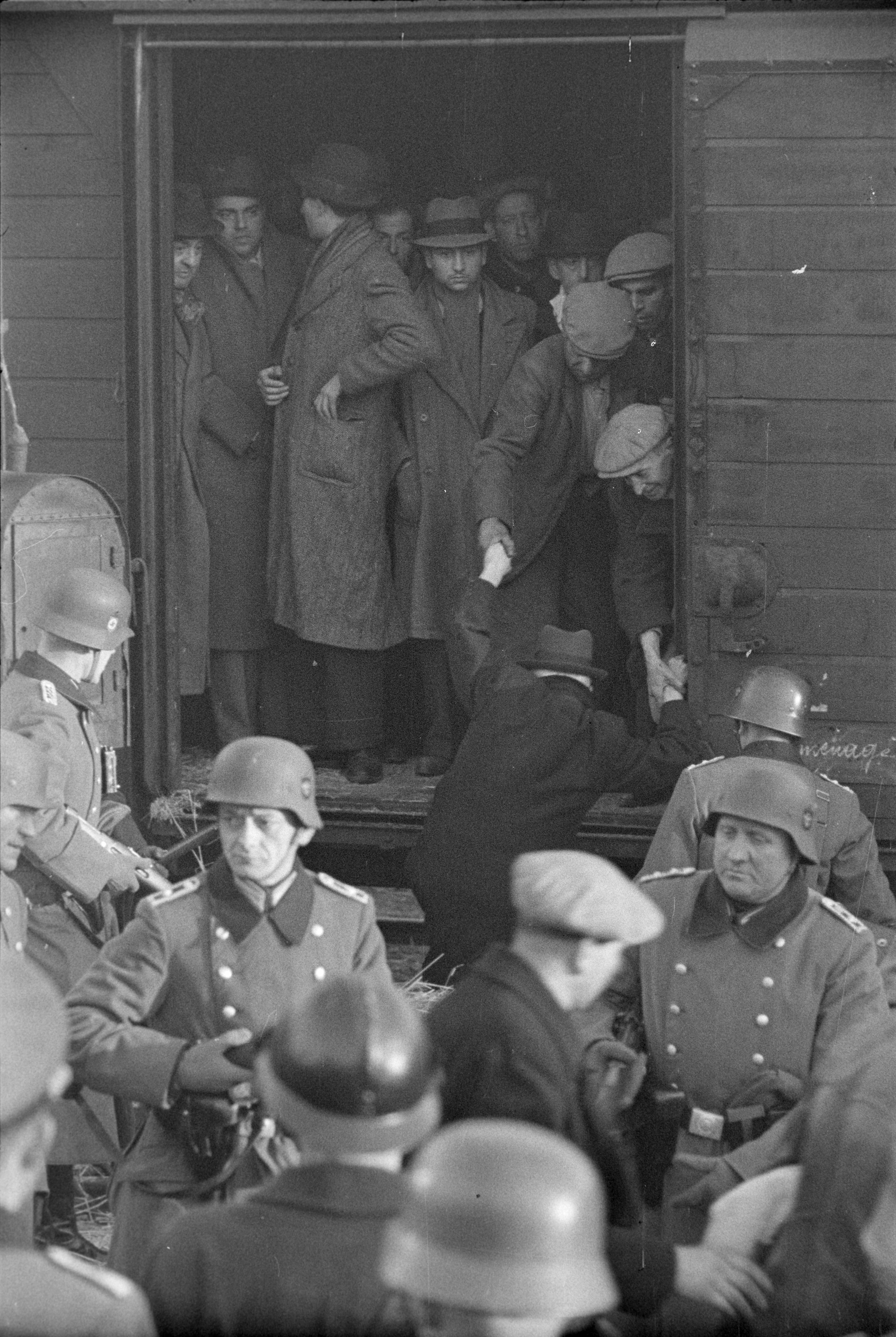
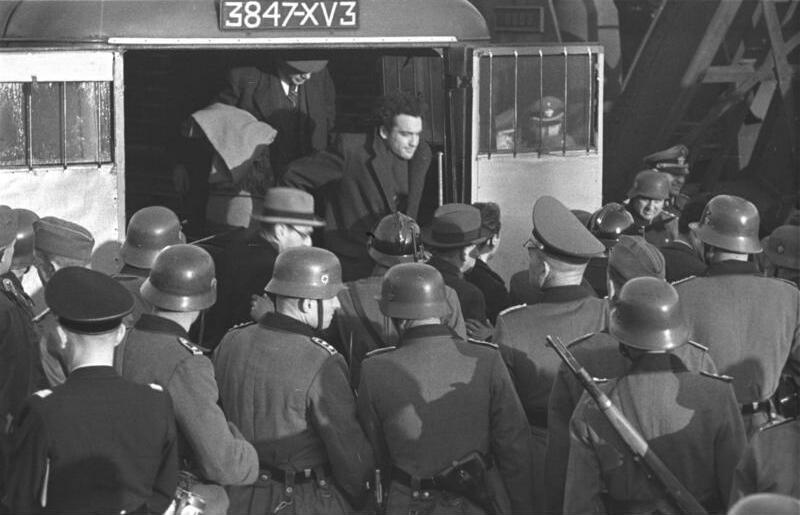